# Scrivener (software)
Scrivener (/ˈskrɪvənər/) es un programa procesador de textos y de maquetación diseñado para autores. Scrivener proporciona un sistema de administración para documentos, notas y metadatos. Esto permite al usuario  organizar notas, conceptos, búsqueda, y documentos completos para un fácil acceso y referencias (los documentos que incluyen texto eriquecido, imágenes, PDF, audio, vídeo, páginas web, etc.). Scrivener ofrece plantillas para guiones cienmatográficos, ficción, y manuscritos de no ficción . Después de escribir un texto, el usuariopuede exportarlo para el formateo final a un procesador de texto estándar, software de escritura de guiones, software de publicación de escritorio o TeX.

## Características
Las características incluyen un «tablón de corcho», la capacidad  de reorganizar archivos arrastrando y soltándolos como fichas virtuales en el tablón de corcho, un maquetador,  un modo de pantalla dividida que permite a los usuarios editar varios documentos a la vez, un modo de pantalla completa, la capacidad de exportar texto a múltiples formatos de documentos (incluyendo populares formatos de libros electrónicos como EPUB y Mobipocket para Kindle, lenguajes de marcado como Fountain, HTML, y MultiMarkdown), la capacidad de asignar palabras clave múltiples (y otros metadatos) a partes de un texto y para ordenar las partes por palabras clave (como caracteres, ubicaciones, temas, líneas narrativas, etc.), hiperenlaces entre partes de un texto, y "snapshots" (la capacidad de guardar una copia de un documento particular con anterioridad a cualquier cambio drástico).
Scrivener también permite arrastrar fotos, URL y múltiples formatos de archivo a su interfaz.. Debido a su amplitud de interfaces y características, se ha colocado no sólo como procesador de textos, si no como herramienta de gestión de proyectos para escritores, e incluye muchas características de interfaz de usuario que se asemejan a Xcode, el entorno de desarrollo integrado (IDE) de Apple. Un programador de computadoras ha llamado a Scrivener «un IDE para escribir».
La versión de windows los enlaces externos a www se conservan, pero pierde los enlaces internos a otras partes del texto al compilar.[cita requerida]